# Dasophrys hysnotos
Dasophrys hysnotos là một loài ruồi trong họ Asilidae. Dasophrys hysnotos được Londt miêu tả năm 1981. Loài này phân bố ở vùng nhiệt đới châu Phi.